# Limenitis helmanni
Limenitis helmanni är en fjärilsart som beskrevs av Julius Lederer 1853. Den ingår i släktet Limenitis och familjen praktfjärilar. Inga underarter finns listade i Catalogue of Life.